# Tom Cleverley
Thomas William Cleverley (* 12. August 1989 in Basingstoke) ist ein ehemaliger englischer Fußballspieler und aktueller -trainer.

## Spielerkarriere

### Verein
Tom Cleverley spielte bereits in der Jugend für Manchester United. 2008 wurde er in den Profikader berufen.
Der Spitzenklub lieh ihn im Januar 2009 an den Zweitligisten Leicester City aus. Zu seinem Profidebüt kam er am 17. Februar 2009, als er am 24. Spieltag, beim 2:2-Unentschieden gegen Hartlepool United, in der 60. Minute für Lloyd Dyer eingewechselt wurde. Zu seinem ersten Treffer für seinen Klub, welcher auch der erste Treffer seiner aktiven Profikarriere war, kam Tom Cleverley am 3. März 2009, als er am 30. Spieltag, beim 4:1-Sieg gegen den FC Walsall, in der 47. Minute das Tor zum 3:0 erzielte. Innerhalb eines halben Jahres kam Cleverley zu 15 Einsätzen, wobei ihm zwei Treffer gelangen.
Im August 2009 verlieh Manchester United Cleverley wieder in die zweite englische Liga, die Football League Championship. Diesmal jedoch an den FC Watford. Dort wurde Cleverley zum Stammspieler und markierte in 33 Einsätzen elf Treffer. Auch in der folgenden Saison wurde er verliehen. Nun jedoch innerhalb der Premier League. Cleverley spielte nun für Wigan Athletic. Am 11. September 2010 kam Cleverley zu seinem Premier-League-Debüt. Am vierten Spieltag, gegen den FC Sunderland, wurde Cleverley in der 75. Minute für Mauro Boselli eingewechselt. Bis zum Saisonende kam er in 25 Spielen zum Einsatz. Für Wigan Athletic erzielte er vier Treffer. Nach Ablauf des Leihvertrages kehrte er zu Manchester United zurück, wo er im Community Shield 2011 durch eine Einwechslung in der 46. Minute erstmals in der Saison 2011–12 zum Einsatz kam. Einen Tag später wurde er von Fabio Capello ins englische Nationalteam berufen, nachdem Frank Lampard verletzt ausfiel.
Am 26. September 2012 konnte Cleverley in der dritten Runde des Capital One Cup im Spiel gegen Newcastle United sein erstes Tor für Manchester United erzielen, welches entscheidend für den 2:1-Sieg über Newcastle United war und Manchester United eine Runde weiter brachte.
Am 1. September 2014 wechselte Cleverley kurz vor Ende der Transferperiode bis zum Ende der Saison 2014/15 auf Leihbasis zu Aston Villa.
Im Juni 2015 wurde bekannt, dass Cleverley einen Fünfjahresvertrag beim FC Everton unterschreiben wird. Da sein Vertrag mit Manchester United ausgelaufen war, wurde keine Ablöse fällig. Cleverley wird damit wieder von Roberto Martínez trainiert, wie zuvor schon während seiner Zeit bei Wigan Athletic.
Im Juli 2023 gab er sein Karriereende bekannt.

### Nationalmannschaft
Für die englische U-20-Fußballnationalmannschaft spielte Cleverley einmal. Ihm gelangen hierbei gleich zwei Treffer. In der englischen U-21-Nationalmannschaft kam er zu 16 Länderspieleinsätzen. Mit dieser qualifizierte er sich für die U-21-Fußball-Europameisterschaft 2011, als die englische Auswahl nach der Gruppenphase ausschied. Am 15. August gab Cleverley unter Roy Hodgson beim 2:1-Sieg über Italien sein Länderspieldebüt.

## Trainerkarriere
Nach dem Ende seiner Spielerlaufbahn wurde Cleverley im Sommer 2023 Trainer der U-18-Mannschaft des FC Watford. Nach der Entlassung von Cheftrainer Valérien Ismaël übernahm Cleverley im März 2024 zunächst interimistisch die Leitung des Profiteams in der EFL Championship. Nachdem von den ersten sieben Partien unter seiner Verantwortung nur ein Spiel verloren wurde, übernahm er den Posten im April 2024 dauerhaft. Cleverley wurde bei Watford kurz nach dem Ende der Saison 2024/25 entlassen, nachdem das Team mit Tabellenplatz 14 deutlich die Aufstiegs-Play-offs verpasst hatte. Zur folgenden Saison übernahm er den Cheftrainerposten des in die EFL League One abgestiegenen Klubs Plymouth Argyle.

## Titel/Auszeichnungen
- Englischer Meister: 2013
- FA Community Shield: 2011